# Rennellia
Rennellia é um género botânico pertencente à família Rubiaceae.

## Espécies
- Rennellia amoena
- Rennellia borneensis
- Rennellia elliptica
- Rennellia elongata
- Rennellia microcephala
- Rennellia morindiformis
- Rennellia paniculata
- Rennellia speciosa